# Hl. Großmärtyrer Georg (Kladovo)

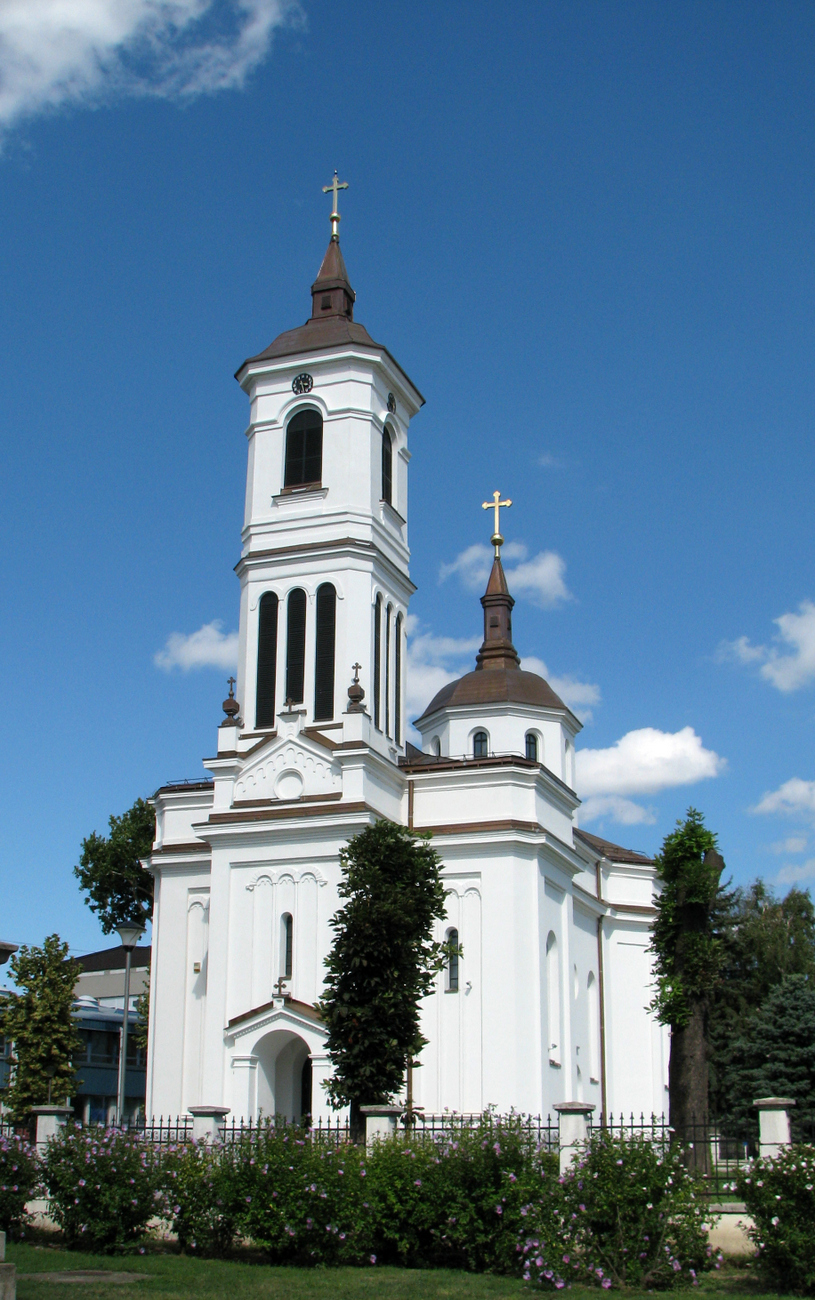
Die Kirche Hl. Großmärtyrer Georg in Kladovo, 2013

Die Kirche Hl. Großmärtyrer Georg (serbisch: Црква Светог великомученика Георгија, Crkva Svetog velikomučenika Georgija) in Kladovo ist eine serbisch-orthodoxe Kirche im Okrug Bor in Ostserbien. 
Die von 1856 bis 1862 erbaute Kirche ist dem Hl. Großmärtyrer Georg geweiht. Die Kirche ist Sitz der Kirchengemeinde Kladovo und Sitz der Pfarreien Kladovo I bis IV, zudem ist sie die Hauptkirche des Dekanats Ključ der Eparchie Timok der Serbisch-Orthodoxen Kirche.

## Lage
Die Kirche befindet sich im Zentrum der ostserbischen Stadt Kladovo. Das Gotteshaus liegt nicht weit vom Ufer der Donau entfernt, die hier die Grenze zwischen Serbien und Rumänien bildet. Sie liegt an der Straße Ulica 22. Septembra. 
Die Umgebung der Kirche ist gut gekennzeichnet, beleuchtet und gärtnerisch gestaltet. Unweit der Kirche steht ein Denkmal für die gefallenen Bürger der Stadt aus den Balkankriegen und dem Ersten Weltkrieg.
Nahe der Kirche befinden sich das Krankenhaus der Stadt, das Archäologische Museum Đerdap, die ehemalige Villa von Marschall Tito von Jugoslawien, die Grundschule Vuk Stefanović Karadžić und ein Denkmal für den Heiligen Georg.

## Geschichte

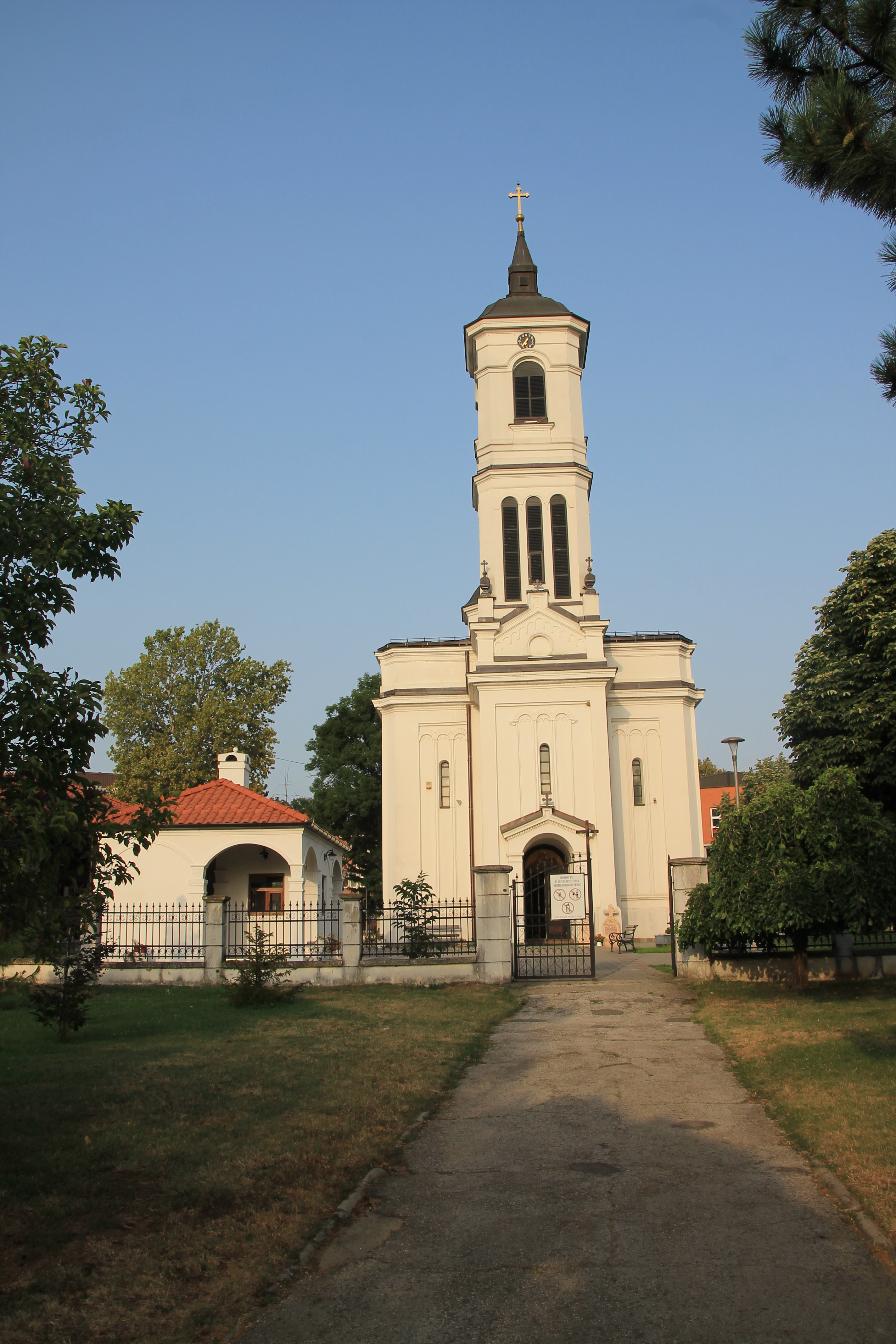
Blick auf die Westfassade der Georgskirche

Bereits 1735 stand in der Stadt eine kleine dem Heiligen Georg geweihte Kirche. In ihr befanden sich verschiedene lokalgeschichtliche Dokumente. Diese in den Boden eingegrabene Kirche stand 20 m östlich der heutigen Kirche entfernt und es sind keine Überreste der Kirche erhalten geblieben. 
Der Bau der heutigen Kirche nahe dem Standort der alten, begann 1856, zur Zeit des serbischen Fürsten Aleksandar Karađorđević und des damaligen Bischof der Eparchie Timok Gerasim Stojković. Nach achtjähriger Bauzeit wurde die Kirche 1862 feierlich eingeweiht. Damals herrschte die Königsdynastie der Obrenović über Serbien, da Fürst Aleksandar Karađorđević, 1858 abdanken musste. 
Sie wurde im Stadtzentrum an der Kreuzung der Straße nach Negotin und der Straße nach Tekija und die Region Donji Ključ erbaut. Zu den Ktitoren der Kirche gehörten der Kaufmann Jovan Simić, Fota Dinulović, Jovan und Marija Marković, Đorđe Mihailović und die Brüder Belić. 
Die ersten Kirchglocken der neu gebauten Kirche wurden vom Kaufmann und Exporteur von Kaviar und Fisch Aleksandar Tomić gestiftet, und die ältesten Kirchenhandschriften und Ikonen stammen aus dem 18. und der ersten Hälfte des 19. Jahrhunderts. 
Im Ersten Weltkrieg verwüsteten die Bulgaren die Kirche und verbrannten einen bedeutenden Teil der Kirchenbücher. Besondere Erwähnung verdient Dimitrije Vasić Mitranča, der während des Ersten Weltkriegs und der bulgarischen Besatzung mehrere wertvolle Gegenstände, die der Kirche gehörten, rettete und aufbewahrt hatte. 
Die Kirche erlitt auch nach dem Zweiten Weltkrieg Schäden, als ein Teil des Kirchengrundstücks von der Behörden des sozialistischen Jugoslawiens beschlagnahmt wurde und der Kirchenzaun niedergerissen wurde. 
Das Gotteshaus wurde mehrmals renoviert zuletzt grundlegend 2012 mit Mitteln der Kirche und des Kraftwerks Đerdap I, während dieser Renovierung wurde festgestellt, dass die Kirchenkreuze im Zweiten Weltkrieg durch Waffenbeschuss beschädigt worden waren, da der Kirchturm als Ausguck diente. Die alten Kirchenkreuze wurden durch zwei neue im byzantinischen Stil gegossene ersetzt. Diese Kreuze sind 3,2 m und 3 m hoch. 
Bis heute ist diese Kirche das einzige Gotteshaus von Kladovo. Die Priester der Kirche organisieren den Religionsunterricht für Kinder und Erwachsene. Die Kirche wurde in den letzten Jahren aufwändig außen und innen renoviert.

## Architektur

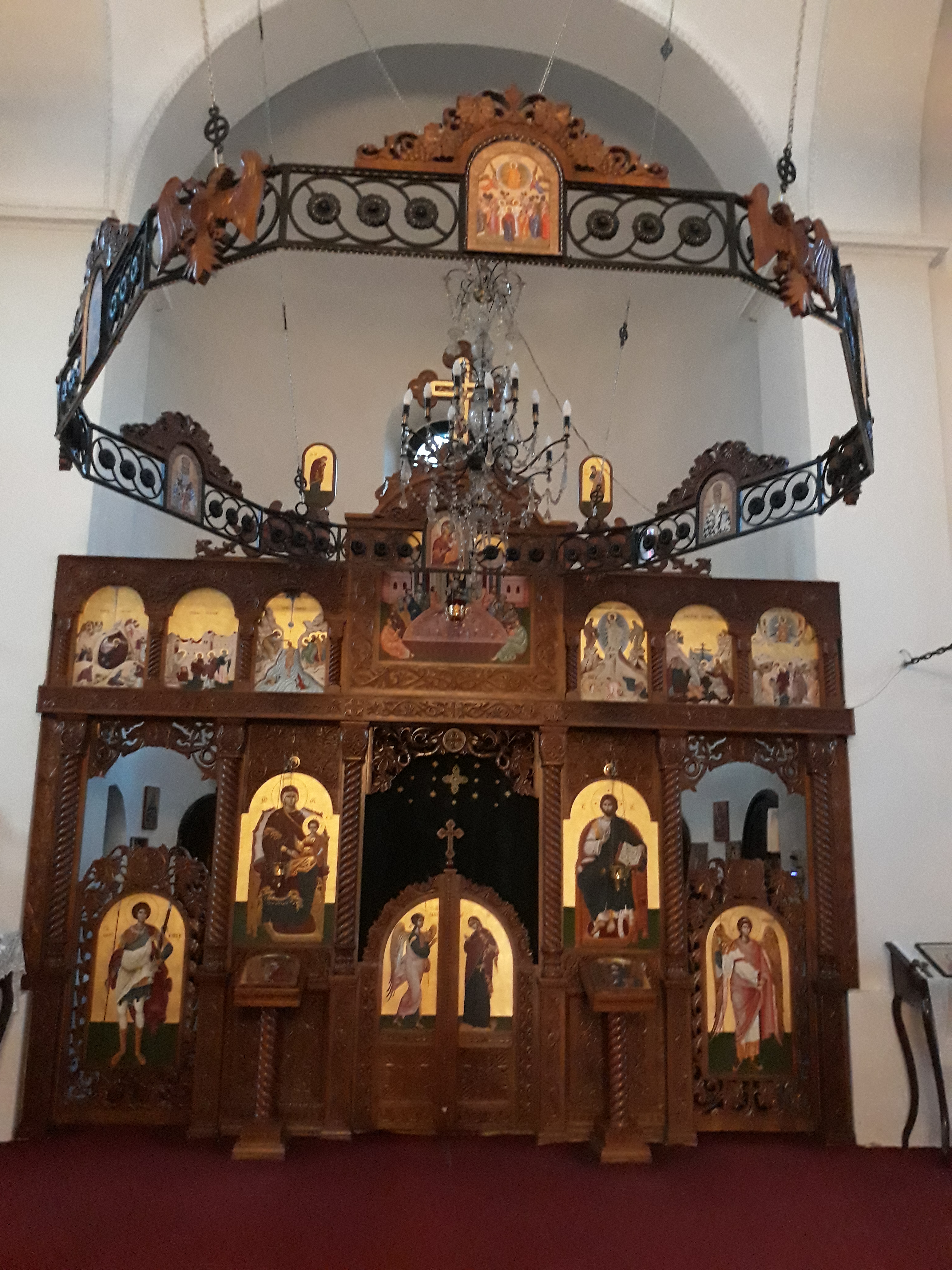
Die Ikonostase mitsamt Ikonen

Die Kirche wurde im Stil des Klassizismus mit barocken Elementen erbaut. Sie ähnelt in ihrem Aussehen Russisch-orthodoxen Kirchen aus der Zeit des Klassizismus.
Die Kirche ist 28,3 m lang, der Narthex 12,1 m breit, das Kirchenschiff (Naos) 9,6 m und der Chor 12,1 m und die Gewölbehöhe beträgt 12 m, die Höhe des Kirchturms mit dem Kreuz beträgt 33 m, die der Kuppel 29 m und der Kirchenwände 16 m.

### Ikonostase
Auf dem Platz der alten Ikonostase aus Holzbrettern die 6,5 m hoch war, wurde 2011 eine neue Ikonostase aus Eichenholz aufgestellt. Diese ist mit dem Kreuz 5,1 m hoch und 5 m breit. 
Die Ikonostase stellte Nebojša Jovanović aus Kragujevac her und die Ikonen malten die Nonnen, der Ikonenwerkstatt des Dreifaltigkeitsklosters aus dem Dorf Gornja Kamenica bei Knjaževac. Alle Arbeiten an der Ikonostase wurden 2013 beendet. Die Kirche ist nicht mit byzantinischen Fresken bemalt.